# Microxylorhiza matsudai
Microxylorhiza matsudai là một loài bọ cánh cứng trong họ Cerambycidae.